# Biserica de lemn din Popești-Cacova

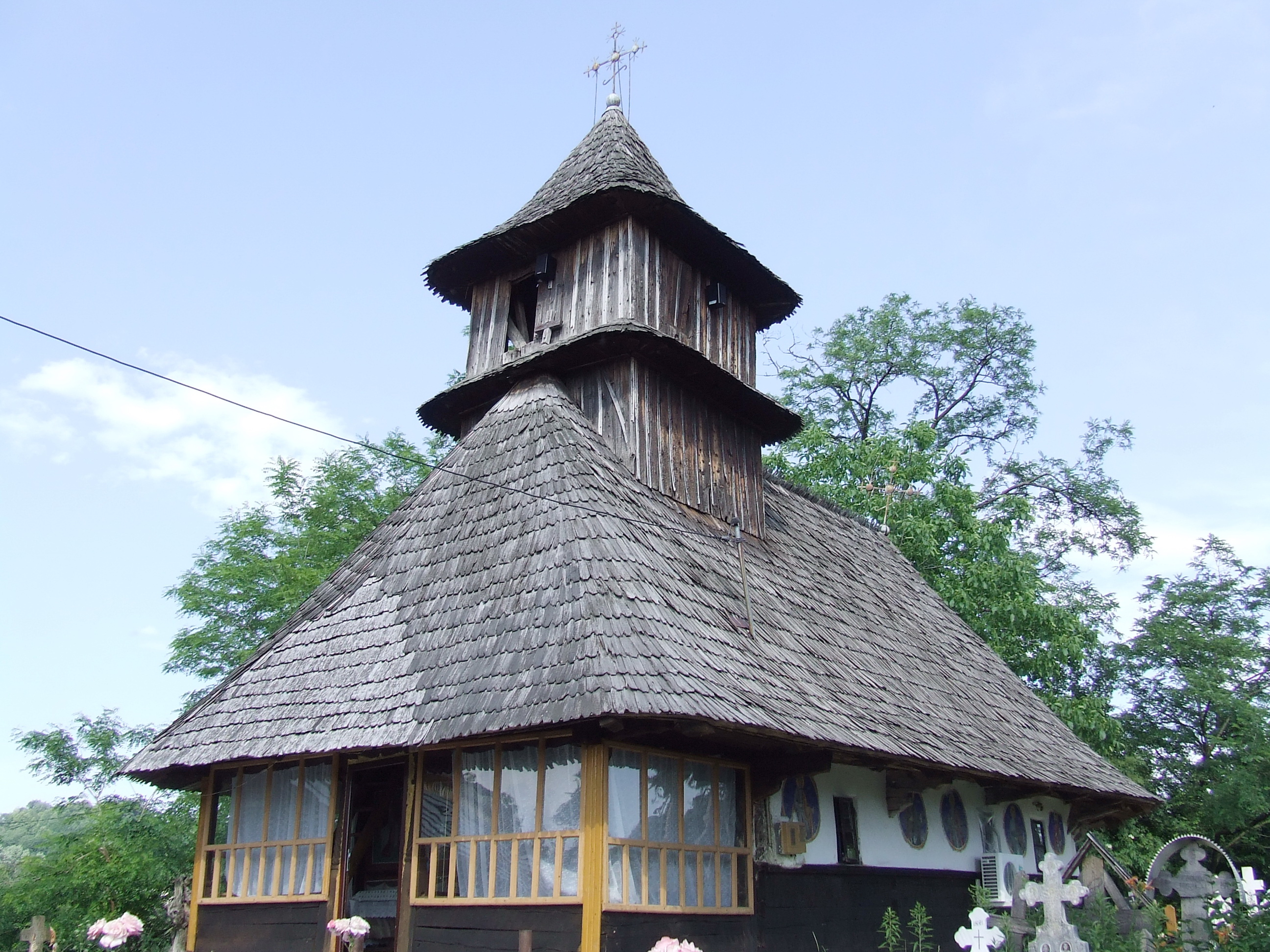
Biserica de lemn din Popeşti-Cacova, 2009

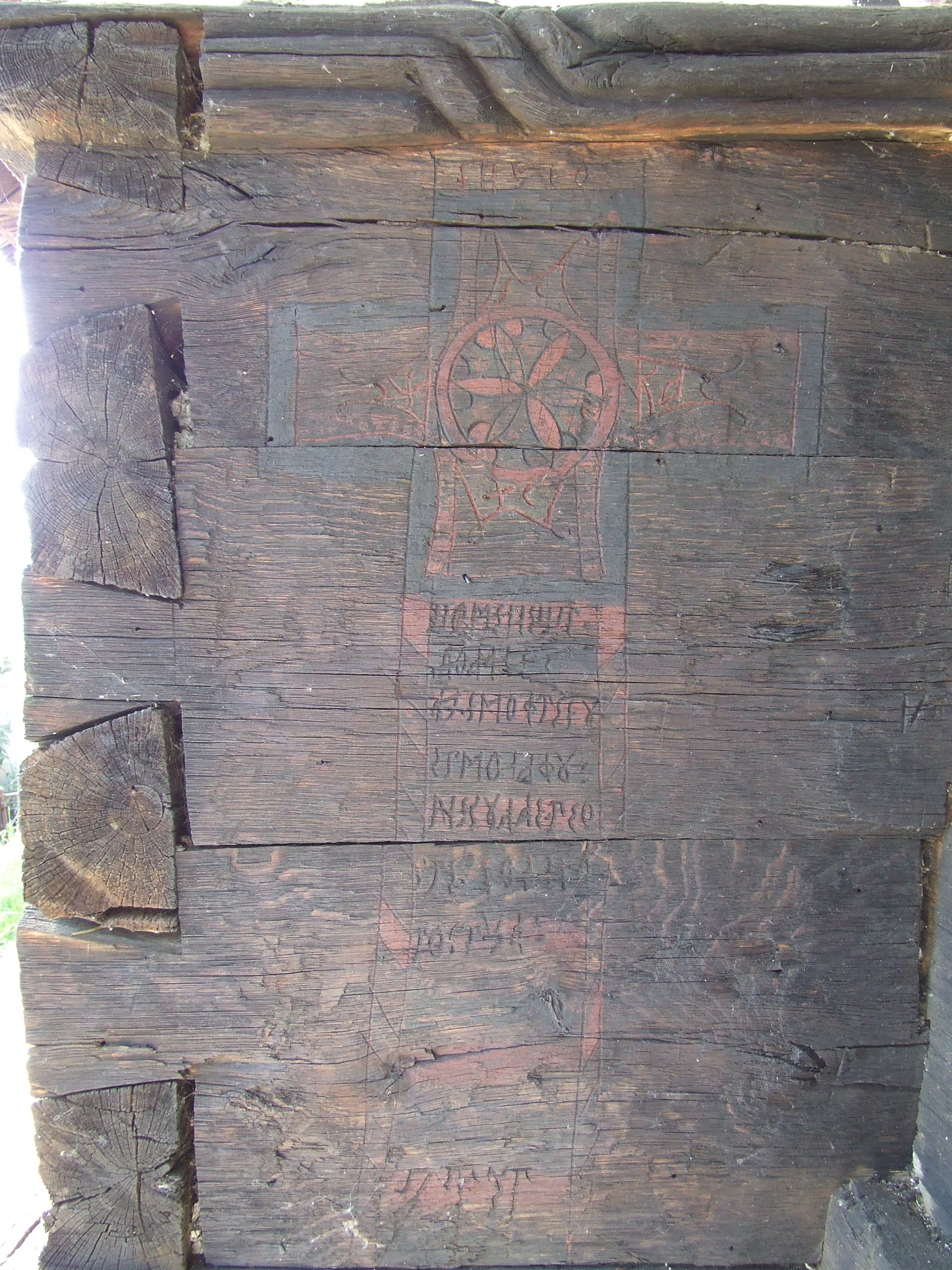
Cruce aflată în exterior, pe peretele de desparte naosul de absida altarului. Foto: 2009

Biserica de lemn din Popești-Cacova este monument istoric (cod LMI VL-II-m-B-09883).